# Charles-Eugène Delaunay
Charles-Eugène Delaunay (Lusigny-sur-Barse, 9 de abril de 1816 — Cherbourg, 5 de agosto de 1872) foi um matemático e astrônomo francês.
É um dos 72 nomes na Torre Eiffel.

## Prémios
- 1870 - Medalha de Ouro da Royal Astronomical Society[3]

## Obras
- Cours élémentaire de mécanique. (1850)
- Traité de mécanique rationnelle. (1856)
- La Théorie du mouvement de la lune. 2 Volumes. (1860-1867)